# 潔子内親王
潔子内親王（けつし（きよこ）ないしんのう、治承3年4月18日（1179年5月26日） - 薨年不詳）は、平安時代後期の皇族。高倉天皇皇女。母は按察典侍（藤原頼定の娘）。後鳥羽天皇朝の伊勢斎宮。大谷斎宮と号した。

## 経歴
文治元年（1185年）11月15日、潔子と命名され、7歳で斎宮に卜定される。同2年（1186年）5月23日、左近衛府へ初斎院入り、同年9月28日野宮へ遷る。同3年（1187年）9月18日、伊勢へ群行（長奉送使は権中納言源通親）。建久9年（1198年）1月11日、後鳥羽天皇譲位により在任13年で退下、同年8月23日帰京。
斎宮退下後は神祇伯仲資王・業資王親子の後見を受けていたと見られ、『仲資王記』『業資王記』から祭見物や寺社参詣などをしていたことが知られる。また藤原定家の甥言家の妻が仲資王の娘であり、潔子内親王に仕えていたことから『明月記』にもたびたび動向が記されている。安貞元年（1227年）7月に病にあったと知られるのが最後で、以後の消息は不明。